# Flaxman (Krater)
Koordinaten: 34° 37′ 0″ S, 139° 4′ 0″ O
Flaxman ist ein Einschlagkrater in Südaustralien.
Der Durchmesser des Kraters beträgt zehn Kilometer, sein Alter wird auf mehr als 35 Millionen Jahre geschätzt. Die Einschlagstruktur ist auf der Erdoberfläche sichtbar.